# Становое (озеро, Северо-Казахстанская область)
Становое (каз. Становое) — солёное озеро в Мамлютском районе Северо-Казахстанской области Казахстана. Находится в 3 км к югу от села Становое.
По данным топографической съёмки 1940-х годов, площадь поверхности озера составляет 29,77 км². Наибольшая длина озера — 9,4 км, наибольшая ширина — 4,5 км. Длина береговой линии составляет 32,6 км, развитие береговой линии — 1,67. Озеро расположено на высоте 117,5 м над уровнем моря.
По данным исследований второй половины 1950-х годов, площадь поверхности озера составляет 30 км². Наибольшая длина озера — 9 км, наибольшая ширина — 4,3 км. Длина береговой линии составляет 35 км. По данным на 1946—1947 годы, озеро расположено на высоте 118 м над уровнем моря.
Озеро входит в перечень рыбохозяйственных водоёмов местного значения.